# Minix
Minix este un sistem de operare cu surse liberă (open-source), asemănător sistemului de operare UNIX. Minix este un sistem bazat pe microkernel. Mascota lui Minix este un raton.
Denumirea vine din combinația cuvintelor minimal și Unix. Andrew Tanenbaum a scris acest sistem de operare în scopuri educaționale. De asemenea Minix l-a inspirat pe Linus Torvalds în crearea sistemului de operare Linux. Minix a fost inițial creat pentru a fi folosit alături de procesorul Intel 8088, însă, acesta a fost portat și pe Intel 80386 (cunoscut drept ”386”). 
Prima versiune MINIX 1.0, a fost publicată în ianuarie 1987. Au fost doar 12.000 de linii de cod scrise în C și au fost incluse în cartea lui  Andrew Tanenbaum din 1987 Sisteme de operare: proiectare și implementare.
 Versiunile următoare au rulat pe computere bazate pe Motorola 68000 (precum Atari ST și apoi pe Apple Macintosh) și pe computere bazate pe SPARC (precum Sun Workstations). Versiunea curentă este 3.4.0rc6.

## Versiuni

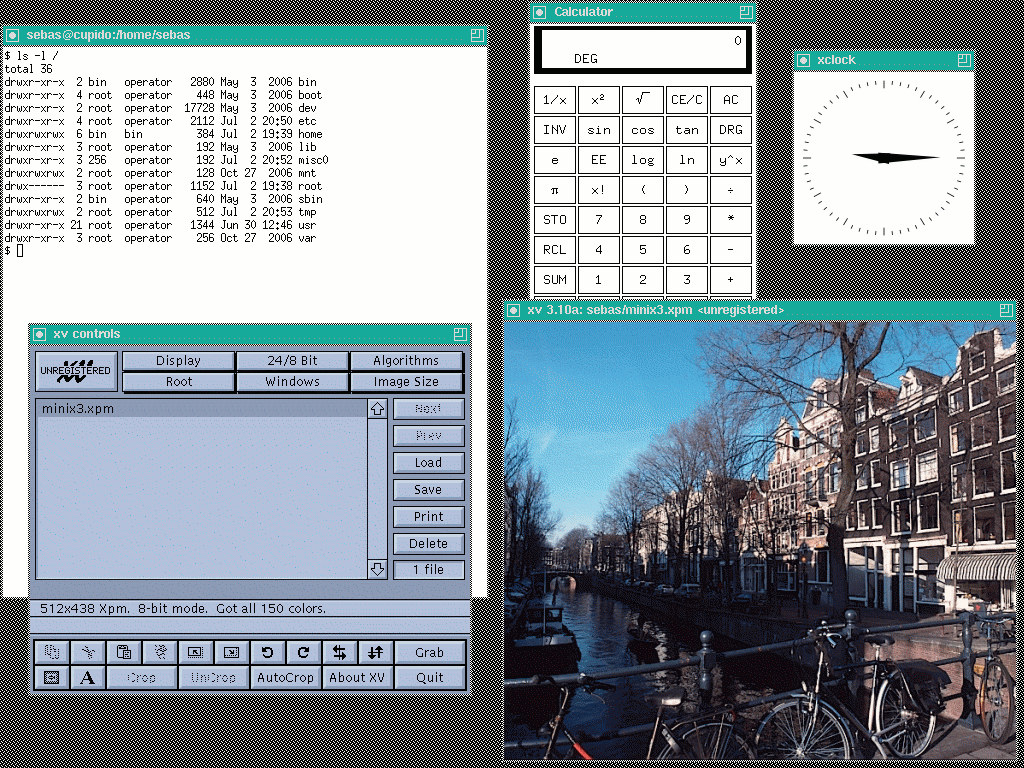
Minix 3.0 cu managerul de ferestre twm

- MINIX 1.0 – 1987
- MINIX 1.5 – 1991
- MINIX 2.0 –1997
- MINIX 3.0 – 24 octombrie 2005
- MINIX 3.1.2 – 8 mai 2006
- MINIX 3.1.2a – 29 mai 2006
- MINIX 3.1.3 – 13 aprilie 2007
- MINIX 3.1.3a – 8 iulie 2007
- MINIX 3.1.4 – 2009
- MINIX 3.1.5 – 5 noiembrie 2009
- MINIX 3.1.6 – 8 februarie 2010
- MINIX 3.1.7 – 16 iunie 2010
- MINIX 3.1.8 – 4 octombrie 2010
- MINIX 3.2.0 – 29 februarie 2012
- MINIX 3.2.1 – 21 februarie 2013
- MINIX 3.3.0 – 2 septembrie 2014

## Legături externe
minix3.org